# Makaya McCraven
Makaya Marcus McCraven (Parijs, 19 oktober 1983) is een Frans/Amerikaanse jazzdrummer en -componist.

## Biografie
McCraven werd geboren in Parijs uit jazzdrummer en vader Stephen McCraven en de Hongaarse zangeres Ágnes Zsigmondi (van de band Kolinda) en groeide vanaf 3-leeftijd op in en rond Amherst en Northhampton, Massachusetts. Op 5-jarige leeftijd speelde hij in het drumensemble CMSS Bashers van zijn vader, samen met enkele van zijn vaders studenten. Op de middelbare school vormden hij en zijn vrienden een band om de folkliederen van zijn moeder te begeleiden. Op de middelbare school was McCraven mede-oprichter van de jazz-hiphopband Cold Duck Complex. Hij studeerde muziek aan de Universiteit van Massachusetts Amherst, maar studeerde nooit af (hoewel hij deel uitmaakte van het jazzorkest van de universiteit en verschillende DownBeat-studentenprijzen ontving).
In 2007 verhuisde McCraven naar Chicago, waar hij optrad in de bands van Bobby Broom, Corey Wilkes, Willie Pickens, met de Occidental Brothers, Marquis Hill en Jeff Parker. Hij werkte ook als studiomuzikant voor Apollo Sunshine en Kris Delmhorst. In 2012 bracht hij zijn debuutalbum Split Decision (Chicago Sessions) uit als leider van een trio. In de daaropvolgende jaren verscheen hij wekelijks met andere muzikanten om concepten te ontwikkelen voor zijn album In the Moment uit 2015. Hij trad ook op met Kamasi Washington. In 2016 toerde hij voornamelijk door Europa. Na verschillende mixtapes bracht hij in 2018 het dubbelalbum Universal Beings uit, waarop hij werd vergezeld door muzikanten uit New York, Londen en San Francisco en dat in 2019 werd genomineerd voor de Jazz Journalists Association Awards. In de Critics Poll van DownBeat van 2020 was hij de winnaar in de «Rising Star»-categorieën van beste producent en beste drummer van het jaar.

## Privéleven
McCraven is sinds 2018 getrouwd met Nitasha Tamar Sharma, hoogleraar Afro-Amerikaanse en Aziatisch-Amerikaanse studies aan de Northwestern University.

## Discografie
- 2012: Marlene Rosenberg Quartet (Marlene Rosenberg, Geoff Bradfield, Scott Hesse & Makaya McCraven) - Bassprint
- 2012: Split Decision
- 2015: In the Moment (International Anthem Recording Company)
- 2015: In the Moment Remix Tape
- 2017: Highly Rare[1][3]
- 2018: Where We Come from (Chicago X London Mixtape) (International Anthem Recording Company)[3]
- 2018: Universal Beings[2][3]
- 2019: de:Antoine Berjeaut & Makaya McCraven - Moving Cities
- 2020: Gil Scott-Heron (postuum) & Makaya McCraven - Were New Again: A Reimagining by Makaya McCraven (2020, XL Recordings)[5]
- 2020: Universal Beings E&F Sides